# Koenji Hyakkei
Koenji Hyakkei (高円寺百景, Koenjihyakkei), également typographié Kōenji Hyakkei ou Kōenjihyakkei, est un groupe de zeuhl japonais, originaire de Tokyo. Il est mené par Yoshida Tatsuya, membre du groupe Ruins.

## Biographie
Selon le site web officiel, le groupe, mené par Yoshida Tatsuya, est formé en 1991 avec, par ordre d'arrivée et par noms de famille, Tatsuya Yoshida (batterie), Aki Kubota (chant), Akio Izumi (guitare, ex-Aburadako), Chie Kitahara (claviers, ex-Phaidia) et Kazuyoshi Kimoto (basse, ex-Ruins). Le nom Koenji Hyakkei dérive d'un district dans lequel les membres vivaient à Tokyo (Koenji, Suginami-ku, Tokyo) sauf pour Kazuyoshi Kimoto.
Le groupe sort son premier album, Koenjihyakkei, en 1994, avec Aki Kubota du groupe Bondage Fruit au chant et au clavier. Bien que rythmiquement moins complexe que Ruins, Koenji Hyakkei évoque un sentiment d'infamiliarité dû à des modes non standards et un chant dans un langage insensé[pas clair].
Bien que Yoshida Tatsuya soit le seul membre constant du groupe, Sakamoto Kengo est à la basse depuis leur deuxième album, 弐(II) (1997). Avec de nouveaux membres, le son du groupe change complètement, passant du rock progressif folk au jazz fusion avec l'arrivée de Komori Keiko aux anches (notamment le saxophone soprano) sur leur album Angherr Shisspa.
Après 13 ans sans album, le groupe annonce le 12 mai 2018, la sortie de Dhorimviskha Digest pour le 27 juin 2018.